# Xã Thornhurst, Quận Lackawanna, Pennsylvania
Xã Thornhurst (tiếng Anh: Thornhurst Township) là một xã thuộc quận Lackawanna, tiểu bang Pennsylvania, Hoa Kỳ. Năm 2010, dân số của xã này là 1.085 người.